# Christmas Time (album EP)
Christmas Time – minialbum muzyczny amerykańskiego piosenkarza Binga Crosby'ego wydany w 1957 roku przez wytwórnię Decca Records. Jeden utwór z tego albumu – „Jingle Bells”, Crosby wykonał z grupą wokalną The Andrews Sisters.

## Lista utworów
| Nr | Rok nagrania | Tytuł                                      |
| A1 | 1942         | „Silent Night”                             |
| A2 | 1942         | „Adeste Fideles (O Come, All Ye Faithful)” |
| B1 | 1942         | „White Christmas”                          |
| B2 | 1943         | „Jingle Bells” (z The Andrews Sisters)     |